# Shixinggia oblita
Shixinggia oblita Lu & Zhang, 2005 è un dinosauro saurischio appartenente agli oviraptorosauri. Visse nel Cretaceo superiore (90-70 milioni di anni fa) e i suoi resti fossili sono stati ritrovati in Cina.

## Classificazione
Questo dinosauro è conosciuto per alcuni fossili di uno scheletro parziale privo di cranio (denominato BVP-112) comprendenti pelvi, femore e tibia (quest'ultima dotata di alcune aperture insolite da trovare in altre specie simili), ritrovati nella contea Shixing (da cui il nome scientifico dell'animale) nella regione del Guangdong, in Cina.

Benché privi di cranio, i resti hanno permesso ai paleontologi di classificare l'animale tra gli oviraptorosauri, un insolito gruppo di dinosauri teropodi dotati di lunghe zampe anteriori e di crani dal becco privo di denti. Sebbene gli scopritori dei resti fossili di questa specie sarebbero propensi a classificarla fra gli Oviraptoridae, gli studiosi sono più propensi a classificare Shixinggia come rappresentante della superfamiglia dei cenagnatoidi (Caenagnathoidea), oviraptorosauri caratterizzati da zampe anteriori allungate, noti per alcune forme nordamericane e per altri rappresentanti vissuti in Asia. Sembra che questo animale fosse leggermente più evoluto di Nomingia, un altro cenagnatide asiatico.